# Paul Ferrant
Paul Ferrant (Wervik, 28 juni 1853 – Jerusalem, 12 april 1912) was een Belgisch politicus.

## Levensloop
Ferrant was een textielondernemer en zoon van Louis Joseph Ferrant (1813-1871), gerechtsdeurwaarder in Wervik, en Amelie Vandenkerkhove (1820-1899), handelaarster in Wervik. Hij werd geboren te Wervik als achtste in een gezin met tien kinderen. Ferrant trouwde eerst met Liévine Cousin (1864-1894) en nadat zij was overleden met haar zus Estelle Cousin (1853-1939).
Ferrant was een voormalig hoofdman van de katholieke partij voor het arrondissement Ieper.
Vanuit de textielindustrie was hij vooral bekend als mede-eigenaar en leider van het textiel fabriek Cousin frères (Cousin broeders) onder het merknaam CSF (Couture Sans Force) in Wervicq-Sud (Frankrijk). Cousin frères is tot op de dag van vandaag nog steeds actief, maar is nu beter bekend onder de groep Cousin, zoals Cousin-Composites, Cousin-Trestec, Cousin-Biotech en Cousin-Surgery.
Hij was een broer van de katholieke volksvertegenwoordiger Auguste Ferrant (1847-1939).
Zijn zoon Paul Ferrant-Dalle (1885-1966), industrieel, liet in 1908 een kasteel bouwen waarvan de omheiningsmuur en de voormalige conciërgewoning bewaard bleven. De Wervikse Kasteelstraat is genoemd naar dit bouwwerk. Tijdens de Eerste Wereldoorlog werd het hoofdkwartier van de 1ste Saksische Divisie in het opgevorderde kasteel ingericht. (Zie ook: Wervik in de Eerste Wereldoorlog.)